# Särkijärvi (Nedertorneå socken, Norrbotten)
Särkijärvi är en sjö i Haparanda kommun i Norrbotten och ingår i Torneälven-Keräsjokis kustområde.